# Torres Porta Fira

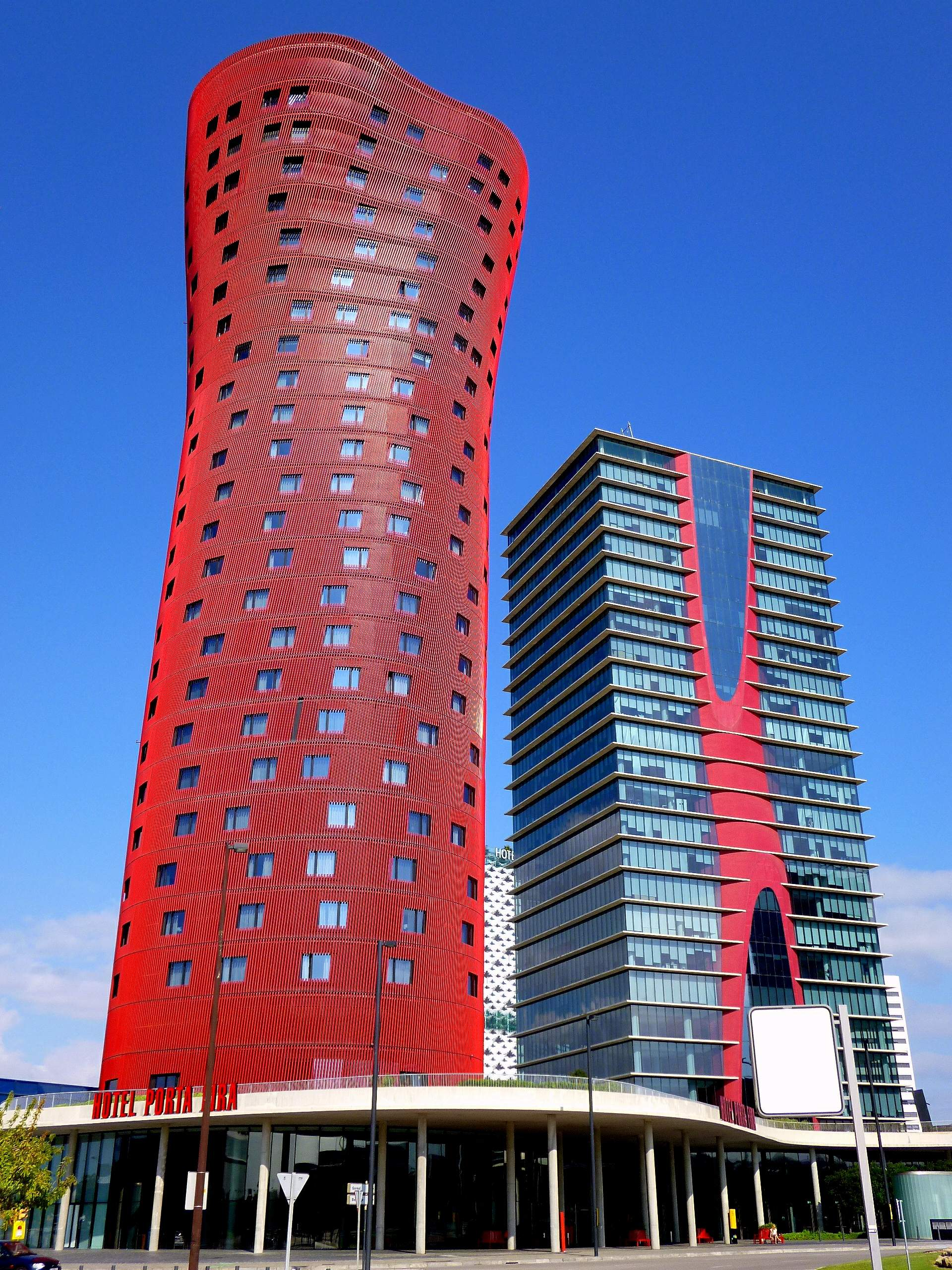
Hotel Porta Fira (links) und Torre Realia BCN (rechts)

Die Torres Porta Fira (auch Torres Toyo Ito) bilden einen Hochhauskomplex in L’Hospitalet de Llobregat, Spanien. Er besteht aus zwei Türmen, dem Hotel Porta Fira und dem Torre Realia BCN und befindet sich am Eingang zum Messegelände der Fira Barcelona. Auftraggeber für beide Türme war das Consortium Torres Fira.

## Konzept

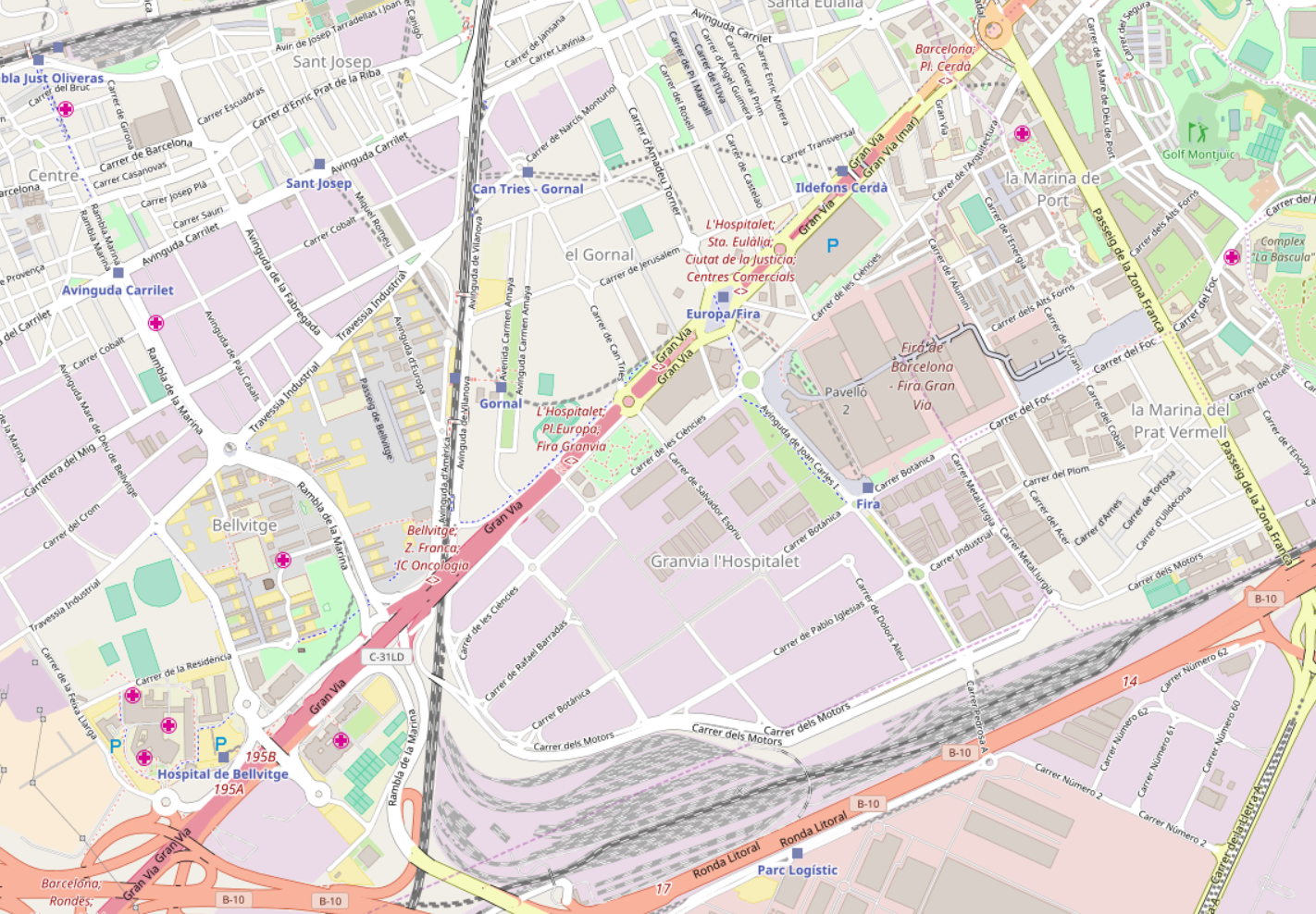
Karte des Stadtteils Granvia l’Hospitalet: Die beiden Türme sind mit einem roten Punkt markiert.

Der japanische Architekt Toyo Ito (ITO AA) und der spanische Architekt Fermín Vázquez (b720 architects) gewannen zusammen einen internationalen Wettbewerb, der im Rahmen eines neuen Sanierungsplans an der Plaza de Europa in L’Hospitalet de Llobregat durchgeführt wurde. Ihr Konzept beinhaltete den Bau von zwei unterschiedlichen Hochhäusern, die in einem ausgewogenen Verhältnis zueinander stehen. Trotz des klaren Kontrasts zwischen den Gebäuden ist das Verhältnis, das sie bilden, harmonisch und komplementär. Beide Türme sind durch ein Atrium an der Vorderseite miteinander verbunden. Über dem Atrium befindet sich ein Japanischer Garten. Die Inspiration für die beiden Hochhäuser waren alte venezianische Türme. Die Ausarbeitung der Pläne begann 2004 und endete 2006.

## Hotel Porta Fira
Koordinaten: 41° 21′ 17,6″ N, 2° 7′ 31,9″ O

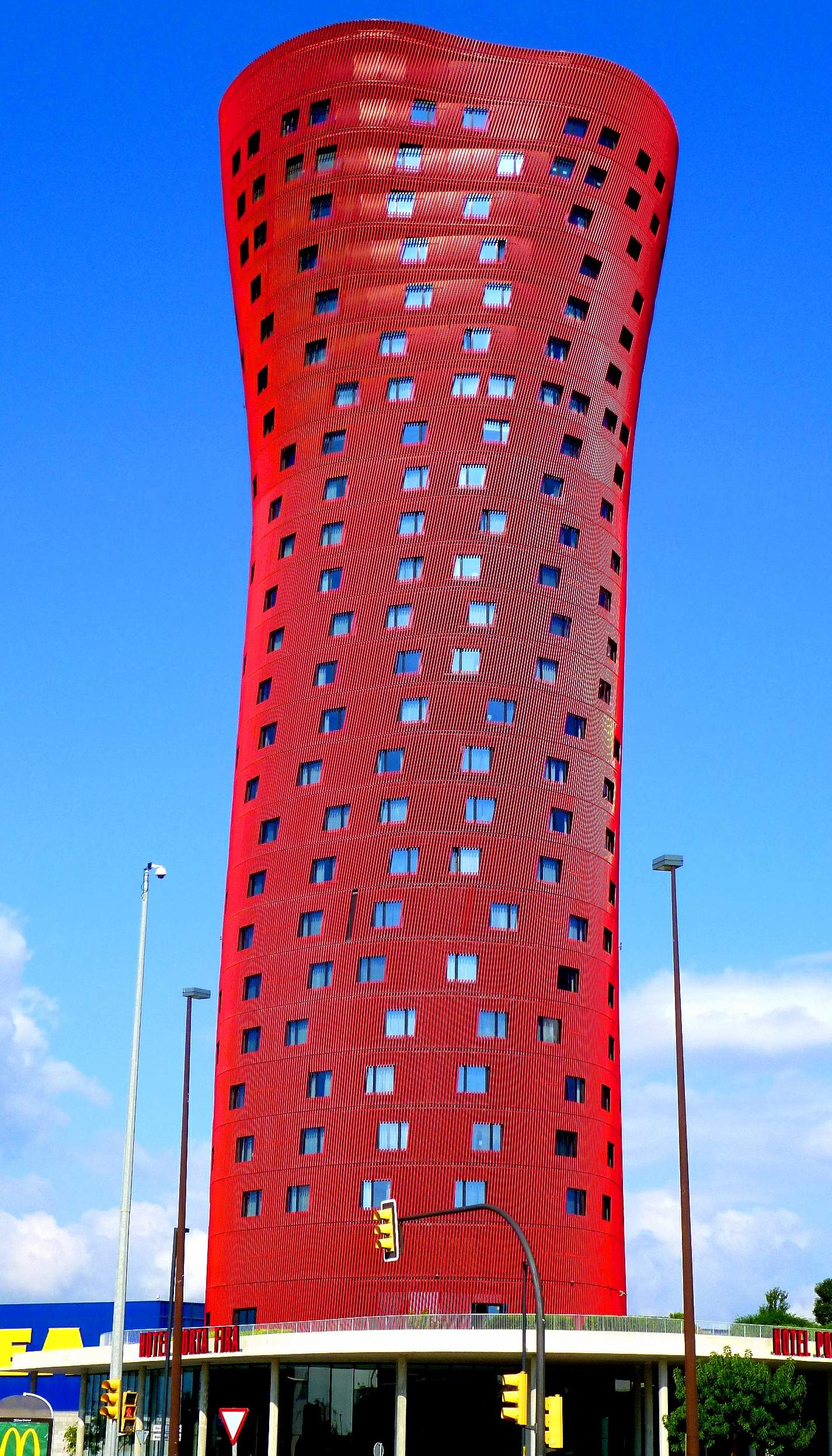
Hotel Porta Fira (Fira 1)

Das Hotel Porta Fira, auch Hotel Santos Porta Fira oder Fira 1 genannt, liegt zwischen dem Flughafen Barcelona-El Prat und der Stadt Barcelona an der Plaza de Europa 45. Es gehört zu der Hotelkette Santos, die sich auf den Bau von einzigartigen Einrichtungen und einer exklusiven Kundenbetreuung spezialisierte. Der Eigentümer ist José Luis Santos.
Baubeginn des etwa 113 Meter hohen Hotels war im Mai 2006. Die Fertigstellung erfolgte im Januar 2010. Die Baukosten betrugen 84 Millionen Euro. Das Hotel hat 27 Stockwerke und 2 Untergeschosse. Es weist 345 Hotelzimmer auf. Die Nutzfläche beträgt 34.688 m².
Der Hotelturm hat eine geometrisch komplexe, organische, nicht-orthogonale Form im Stil des Dekonstruktivismus. Die Fassade ist zweischalig. Die innere Gebäudeschale besteht aus einer leichten Vorhangfassade aus Aluminium und Glasscheiben. Die Außenfassade bildet eine zweite Haut, die Textur bietet und die variable Geometrie des Turms aufnimmt. Sie besteht aus roten Aluminium-Rohren, die an Kugelgelenken befestigt sind, um so der Oberflächengeometrie folgen zu können.
Diese ist in drei Teile gegliedert: Die unteren zwei Drittel sind bestimmt von variabler Rotation und Verschiebung. Im oberen Teil hingegen wird der Grundriss verzerrt und vergrößert und verändert so Umfang und Oberfläche des Hotelturms.
Das Tragwerk des Gebäudes besteht aus Stahlbeton.
Im 17. Stockwerk befindet sich ein Wellnessbereich, mit Ausblick auf die Stadt Barcelona.
Die offizielle Eröffnung des Hotels fand Ende Juni 2010 statt, während der vorherrschenden Finanz- und Wirtschaftskrise. José Luis Santos nahm an der Zeremonie teil.

## Torre Realia BCN

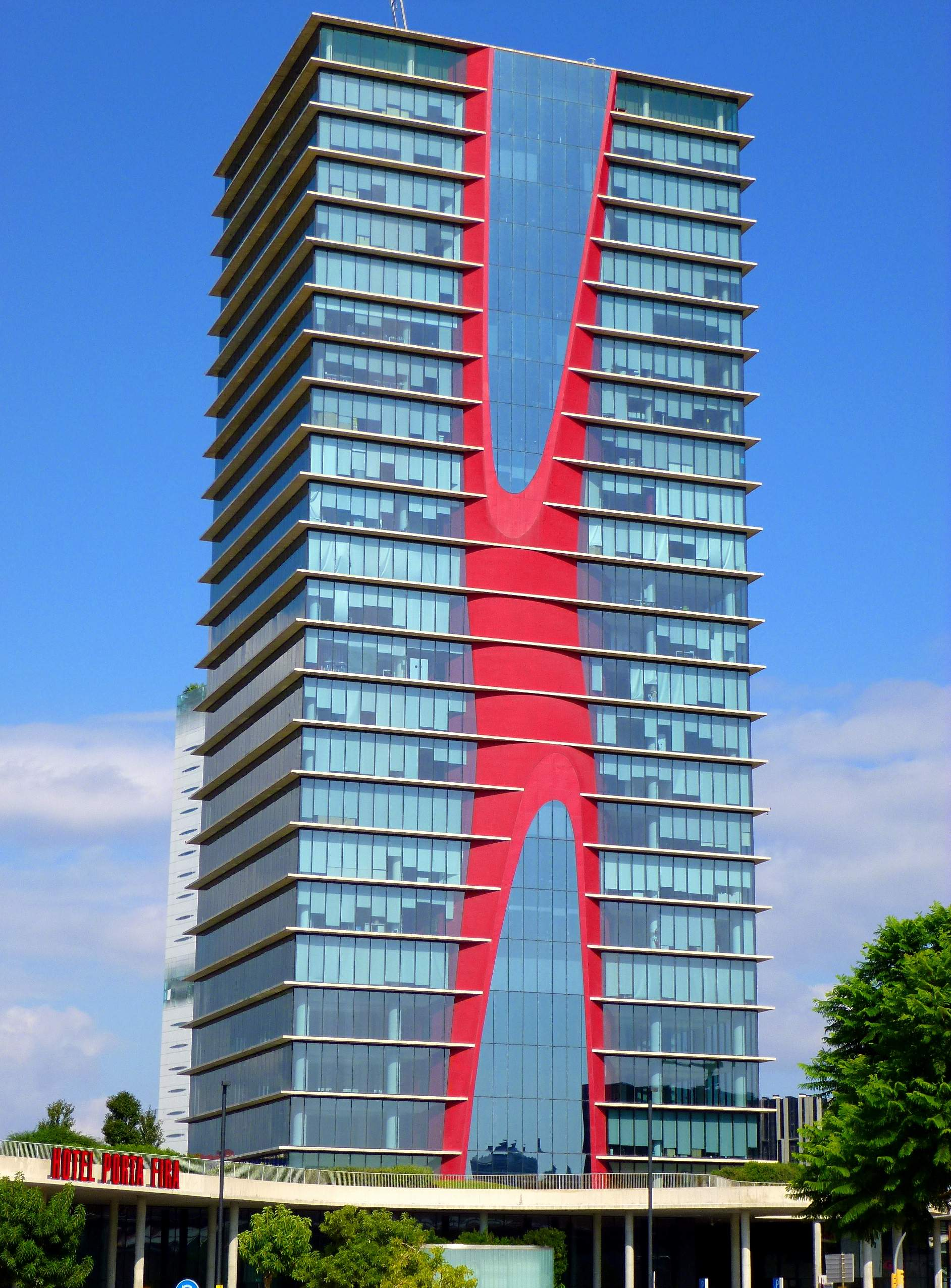
Torre Realia BCN

Der Torre Realia BCN, auch Fira 2 genannt, ist ein Bürogebäude und Firmensitz der Immobiliengruppe Realia. Er steht an der Plaza de Europa 41 und markiert das Ende des Platzes. Dabei steht das Bürogebäude symmetrisch den auf der anderen Seite der Gran Vía sich befindenden zwei Hochhäusern gegenüber.
Der Baubeginn des etwa 112 Meter hohen Bürogebäudes war im Mai 2006. Die Fertigstellung erfolgte im Mai 2009. Das Bürogebäude hat 24 Stockwerke und 3 Untergeschosse. Im Erdgeschoss befindet sich ein Einkaufszentrum und in den Untergeschossen 399 Parkplätze. Die Nutzfläche beträgt 45.420 m².
Das Gebäude hat eine kubische Form im Stil der Moderne. Das Bürogebäude ergänzt und steht im Kontrast zu der wahrgenommenen Verdrehung und Bewegung des Hotelgebäudes. Auf den ersten Blick erscheint es nur als reines Bürogebäude mit einer Glasfassade als Vorhängefassade. Allerdings ist die rote vertikale Mitte des Gebäudes in einer organischen Form gestaltet und spiegelt die Struktur des Hotelturms wider. Das Tragwerk besteht aus Stahlbeton.

## Auszeichnungen
Das Hotel Porta Fira wurde im Jahr 2010 mit dem Architekturpreis Emporis Skyscraper Award in Gold ausgezeichnet.